# Microexpresión

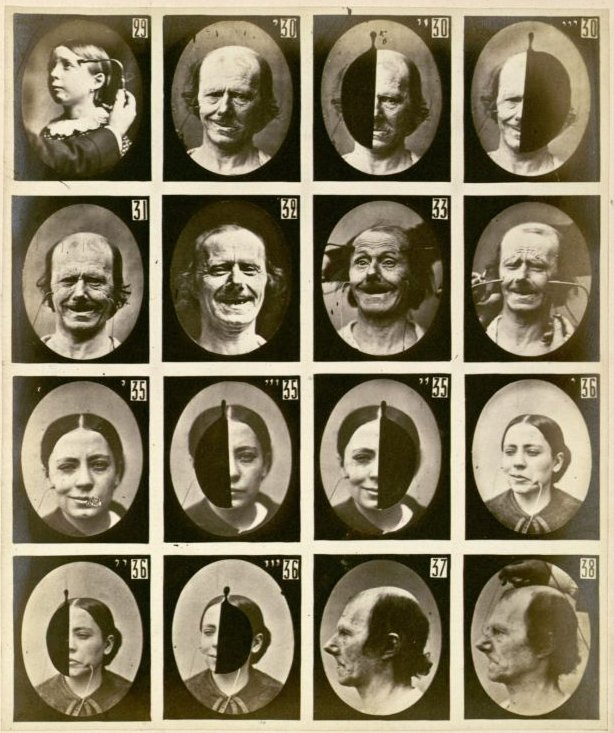
Expresiones faciales de Duchenne

Una microexpresión es una momentánea e involuntaria expresión facial presentada en el rostro de las personas de acuerdo con las emociones que estas sienten. Suelen ocurrir en situaciones con un alto riesgo, donde la persona tiene mucho que ganar o perder. A diferencia de las expresiones faciales comunes es muy difícil esconder las micro-expresiones. Las micro-expresiones expresan siete emociones universales: Asco, Enojo, Miedo, Tristeza, Felicidad, Sorpresa y el Desprecio. No obstante, en los 90, Paul Ekman expandió la lista de emociones básicas, incluyendo el rango de emociones positivas y negativas, de las cuales algunas no son reacciones involuntarias de los músculos faciales. Estas emociones son: Diversión, Desprecio, Pena, Ansiedad, Culpa, Orgullo, Alivio, Satisfacción, Placer y Vergüenza. Las microexpresiones son de muy corta duración, con un intervalo entre 1/25 a 1/15 de segundo.

## Historia
Las micro-expresiones fueron descubiertas por Haggard e Isaacs. En su estudio de 1966, Haggard e Isaacs delinearon cómo descubrieron estas expresiones micro-momentáneas mientras escaneaban películas y cintas de sesiones psicoterapéuticas, buscando indicaciones de comunicación no verbal entre paciente y terapeuta Haggard, E.A., & Isaacs, K. S. (1966). Expresiones faciales micro-momentáneas son indicadores de mecanismos del ego en psicoterapia. Esta reimpresión de la edición de Paul Ekman y el progreso de Friesen en su investigación sobre las expresiones faciales de las emociones, usa fotografías mostrando emociones de sorpresa, miedo, asco, desprecio, enojo, felicidad y tristeza. Los autores de Unmasking the Face explican cómo identificar estas emociones básicas correctamente y cómo saber cuándo las personas tratan de enmascarar, simular o neutralizarlas.
En los 60, William S. Condon fue de los primeros que estudiaron sobre las interacciones del segundo nivel. Es su famoso proyecto de investigación, revisó de forma detallada una película de 4 segundos y medio cuadro por cuadro, donde cada cuadro era de 1/25 parte de un segundo. Después de estudiar este segmento de película por un año y medio, discernió los micro-movimientos interaccionales, como la esposa moviendo su hombro exactamente al mismo tiempo que las manos del esposo subían, que combinados daban micro-ritmos.
Años después de la investigación de Condon, un psicólogo estadounidense llamado John Gottman comenzó a grabar relaciones de parejas para ver como interactuaban. Estudiando las expresiones faciales de los participantes, Gottman pudo relacionar las expresiones faciales y determinar que relaciones iban a durar y cuales no. El estudio de Gottman no afirma a accuracy in terms of binary classification, y en vez a el análisis de regresión a un modelo de dos factores donde los niveles de conducción de la piel y los códigos de la historia narrativa oral son las únicas dos variables estadísticamente relevantes. En el libro de Malcolm Gladwell Blink, Gottman dice que hay cuatro principales reacciones emocionales que son destructivas para una pareja: mecanismos de defensa, obstruccionismo, criticismo y desprecio.

## Tipos
- Expresiones simuladas: Cuando una micro-expresión no está acompañada por una expresión facial genuina
- Expresiones Neutralizadas: Cuando una expresión genuina es suprimida y la cara queda neutral
- Expresiones enmascaradas: Cuando una expresión genuina es completamente enmascarada por una expresión falsificada.[9]

## Emociones básicas y micro-expresiones emocionales
En la literatura puede encontrarse indistintamente el término básicas y universales haciendo referencia a las seis emociones abordadas con anterioridad y que ahora se retoman. ¿Qué relación guardan las emociones básicas con las micro-expresiones emocionales? Las micros son manifestaciones relampagueantes de las siete emociones y responden a los patrones específicos de activación muscular para cada una de estas. El rostro humano puede generar aproximadamente 10.000 expresiones faciales distintas. Esto es posible a partir de las combinaciones que son capaces de generar 44 músculos que poseemos en nuestro rostro. No todos los gestos son expresión de una emoción particular, algunos simplemente no poseen un significado estricto. En este caso, interesa profundizar en las combinaciones que son distintivas para las emociones básicas. Cuando observamos a una persona reír lo que ocurre bajo la piel es la activación exacta de los músculos que participan en la realización de la sonrisa.
Al parecer, desde el punto de vista evolutivo, la exposición reiterada de nuestros antepasados más primitivos a estímulos específicos (por ejemplo, situaciones de miedo) configuró patrones característicos de representar el estado interno en el rostro. Estas situaciones esculpieron paulatinamente las formas típicas que hoy conocemos y que nos son familiares. El mecanismo final opera sobre la base de una especie de logaritmo donde ante un estímulo determinado, y a partir de la valoración del individuo, el cerebro acciona los músculos necesarios para expresar la emoción que sentimos. Nadie sonríe ante una situación que genera temor y no lo hace porque la expresión correcta ya está programada desde hace miles de años.
Anteriormente se abordaron las siete emociones consideradas básicas. Cada una de ellas, como también se explicó, se ejecuta sobre la base de un logaritmo específico que activa los músculos necesarios para expresar lo que el individuo está sintiendo. Existe concordancia en el ámbito académico con relación a los tipos de expresiones faciales que acompañan a las emociones de ira, alegría, tristeza, disgusto, sorpresa y miedo (Stewart, M y cols., 1996), existiendo cierta polémica con relación al desprecio. En nuestra opinión, la expresión facial del desprecio no necesariamente coincide con la expresión descrita por Paul Ekman en su obra, elemento que puede ser objeto de análisis en otros trabajos. Sin embargo, en el caso de las restantes seis las investigaciones de Ekman y los estudios posteriores aseveran la universalidad, no sólo de las emociones, sino de su expresión. Seguidamente se realiza un breve resumen de los patrones que distinguen cada emoción.
Sorpresa:
- Cejas levantadas, colocándose curvas y elevadas.
- Piel estirada debajo de las cejas.
- Arrugas horizontales en la frente.
- Párpados abiertos, párpado superior levantado, y párpado inferior bajado; el blanco del ojo suele verse por encima del iris.
- La mandíbula cae abierta, de modo que los labios y los dientes quedan separados, pero no hay tensión ni estiramiento de la boca.
Miedo:
- Cejas levantadas y contraídas al mismo tiempo.
- Las arrugas de la frente se sitúan en el centro y no extendidas por toda la frente.
- Párpado superior levantado, mostrando la esclerótica, con el párpado inferior en tensión y alzado.
- Boca abierta y labios o bien tensos y ligeramente contraídos hacia atrás, o bien estrechados y contraídos hacia atrás.
Asco:
- Labio superior levantado.
- Labio inferior también levantado, y empujando hacia arriba el labio superior, o bien tirado hacia abajo y ligeramente hacia adelante.
- Nariz arrugada.
- Mejillas levantadas.
- Aparecen líneas debajo del párpado inferior.
- Cejas bajas, empujando hacia abajo al párpado superior.
Ira:
- Cejas bajas y contraídas al mismo tiempo.
- Líneas verticales entre las cejas.
- Párpado inferior tenso; puede estar levantado o no.
- Párpado superior tenso, puede estar bajo o no por la acción de las cejas.
- Mirada dura en los ojos, que pueden parecer prominentes.
- Labios en una de estas dos posiciones: continuamente apretados, con las comisuras rectas o bajas, o abiertos, tensos y en forma cuadrangular, como si gritaran.
- Las pupilas pueden estar dilatadas.
Felicidad:
- Comisuras de los labios hacia atrás y arriba.
- La boca puede estar abierta o no, con o sin exposición de los dientes.
- El pliegue naso-labial, baja desde la nariz hasta el borde exterior por fuera de la comisura de los labios.
- Mejillas levantadas.
- Aparecen arrugas debajo del párpado inferior.
- Las arrugas denominadas ‘patas de gallo’ van hacia afuera, desde el ángulo externo del ojo.
Tristeza:
- Los ángulos interiores de los ojos hacia arriba.
- La piel de las cejas forma un triángulo.
- El ángulo interior del párpado superior aparece levantado.
- Las comisuras de los labios se inclinan hacia abajo, los labios pueden temblar.
Estos son indicios generales que pueden ayudar en la práctica cotidiana del médico, el psicólogo o cualquier otro profesional de la salud. Se debe señalar que no necesariamente la expresión tiene que mostrarse de manera completa e incluir cada acción descrita. La expresión de la emoción puede ser tan sutil que no se muestre más que una pequeña porción del gesto.
De esa forma, no bastaría una escucha atenta sin una observación particularmente aguda.

## Musculatura facial y micro-expresiones
Anteriormente se ha hecho alusión a la universalidad de las expresiones faciales que acompañan a las emociones básicas y las micro-expresiones. Esta universalidad, determinada desde el punto de vista evolutivo, está marcada por la activación exacta de los músculos del rostro ante determinadas situaciones. La determinación de la aparición de micros y su significado están marcados mayoritariamente por el reconocimiento preciso, por parte del psicólogo, de los músculos que están siendo activados. Si el profesional no conoce la anatomía que se relaciona con la expresión emocional, no reconocerá tampoco a que emoción hace referencia la mímica del rostro. Por esta razón, el profesional debe familiarizarse con los elementos anatómicos del rostro. Para ello es de utilidad cualquier atlas de anatomía humana, para de esa forma localizar cada músculo y poder realizar expresiones que permitan mostrar su funcionamiento. A continuación se hace una breve referencia a las estructuras fundamentales y su función para la expresión de gestos faciales específicos.
Lo que popularmente se conocen como “músculos de la mímica” o “músculos de la expresión facial” son nombrados en los textos de anatomía humana como músculos cutáneos de la cabeza y se dividen en cuatro grupos: es así 
- Músculos occipitofrontales
- Músculos nasales
- Músculos de la boca
- Músculos de los párpados

El músculo occipitofrontal se dividen en dos grupos, uno medial y el otro lateral. Los  occípitofrontales se relacionan específicamente con el grupo medial y está integrado por dos vientres, el occipital y el frontal. El vientre frontal se encuentra bajo la piel de la frente. Al contraerse tira la parte cabelluda hacia delante y viceversa cuando se contrae el occipital. Ambas acciones están relacionadas con acciones específicas. En la contracción frontal la persona puede experimentar enojo o concentración ante algo o alguien y en el caso de la contracción del occipital en la expresión de la sorpresa o el miedo, dependiendo del contexto.
Dentro del músculo nasal se encuentra el músculo prócer, dos estructuras carnosas que se ubican sobre el dorso de la nariz. Su función dentro de la expresión de las emociones es bien interesante y su visualización en la vida cotidiana frecuente. Cuando se activan estos músculos, la emoción que subyace es el enojo de manera contenida. Esta activación se muestra con movimientos espasmódicos del área, simulando un pequeño temblor en el sitio que rodea las fosas nasales.
El músculo de la boca se encuentran alrededor de la fisura oral y se dividen en dos grupos: los dilatadores y el constrictor. Como estructura representativa de este grupo muscular encontramos el cigomático mayor cuya acción fundamental es tirar de los labios hacia arriba y afuera, movimiento característico presente en la sonrisa y expresión real de felicidad y agrado. Por otra parte encontramos el músculo depresor del ángulo de la boca, su función principal (como lo indica su nombre) es tirar el ángulo de la boca hacia abajo, de ahí que se refleje en los rostros que expresan abatimiento, tristeza o depresión, siendo reflejo siempre de un estado displacentero.
Por último, encontramos el músculo del párpado. Como ejemplo tomaremos el músculo corrugado de las cejas. Cuando se activa, esta estructura desplaza la piel de las cejas hacia la línea mediana, formando pliegues verticales en la región del entrecejo. Esta activación se muestra en episodios de ira, dolor, etcétera. La determinación de la emoción que expresa está marcada por el contexto y la combinación con otros músculos.
Cada uno de estos músculos representa una pequeña parte de la estructura que descansa bajo la piel del rostro humano. La totalidad de la musculatura facial es capaz de generar aproximadamente 10.000 expresiones distintas y sólo conociendo cada músculo por separado, y su función, puede determinarse la emoción que se oculta tras la micro-expresión, o si la emoción que dice sentir una persona coincide con lo que en realidad experimenta. El estudio anatómico del rostro se hace imprescindible para aquellos especialistas que pretendan estudiar el mundo de las expresiones faciales y las emociones y, al mismo tiempo, establece puntos de complementariedad para las ciencias médicas y psicológicas.

## Sistema de codificación de acciones faciales
El sistema de codificación de acciones faciales o FACS es usado para identificar expresiones faciales. FACS identifica los músculos que producen las expresiones faciales. Para medir los movimientos de  los músculos se desarrolló la unidad de acción (UA). Este sistema mide la relajación y la contracción de cada músculo individual y le asigna una unidad. Más de un músculo puede agruparse en una Unidad de Acción o el músculo puede dividirse en Unidades de Acción separadas. El resultado consiste en duración, intensidad y asimetría. Esto puede ser útil identificando depresión o medidas de dolor en pacientes que no se pueden expresar por sí mismos.
El manual de sistema de codificación de acciones faciales, publicado por primera vez en 1978 con suplementos de multimedia, es diseñado para enseñar como detectar y categorizar movimientos faciales. La guía da lecciones y prácticas para memorizar Unidades de Acción y combinaciones de Unidades de Acción. El propósito del manual es permitir practicantes a reconocer diferentes atributos psicológicos de expresiones faciales, pero deja la interpretación de estos datos para otros trabajos. Usuarios no deberían esperar convertirse en expertos del lenguaje facial. Puede ser particularmente útil para los científicos de la conducta o informáticos cuando necesitan saber los movimientos exactos que la cara puede expresar, y que músculos los producen. También tiene el potencial de ser una herramienta para los psicoterapeutas, entrevistadores y otros practicantes que deben penetrar profundamente en las comunicaciones interpersonales. Una nueva versión de FACS de Paul Ekman, Wallace V. Friesen y Joseph C. Hager está disponible con varias mejoras incluyendo representaciones más precisas de comportamientos faciales e imágenes digitales más nítidas. Otras herramientas relacionadas con reconocimiento de expresiones faciales incluyen las micro-expresiones.

## Proyecto Magos
La mayoría de la gente no parece percibir las micro-expresiones en sí mismos o en otros. En el proyecto Magos, antes llamado Proyecto Diógenes, los doctores Paul Ekman y Maureen O’Sullivan estudiaron la habilidad de la gente para detectar el engaño o una mentira. De las mil personas estudiadas solo una pocas pudieron detectar la mentira con precisión. Los investigadores del proyecto Magos nombraron a esta gente Magos de la verdad. Hasta la fecha el proyecto Magos ha identificado a más de 50 personas con esta habilidad de las 20,000 ya sometidas al examen.   Los Magos de la verdad utilizan micro-expresiones, entre otras, para determinar cuando una persona dice la verdad. Los investigadores y científicos esperan estudiar a estos “Magos de la verdad” para que ellos puedan avanzar en la técnica para identificar el engaño.

## Relación entre las micro-expresiones y el lenguaje corporal
Las micro- expresiones siempre deben ser corroboradas por la kinésica (lenguaje corporal), ya que la primera abarca solamente los micro movimientos que se presentan en el rostro, tales no son fáciles (son casi imposibles) de copiar de forma consciente, pero aun así se debe ver el “conjunto de movimientos”, porque la lógica total de movimientos que se hagan deben inducirte al mismo criterio final.
Luego de intensos estudios, Pease Allan sugiere de manera respaldada por sus estudios que “alguien que está mintiendo trata de sonreír de media, parpadea lentamente, baja las manos, en sí, muestra el conjunto de reacciones del que oculta algo (en rostro y ademanes)”, así mismo, estos contribuyendo a los actos generales del cuerpo.
Por tanto vemos que en la mayoría de reacciones, estas trabajan en conjunto.
Mas, hay micro-expresiones que no se pueden ocultar aunque los gestos corporales articulados traten de decir lo contrario, como se explica en la siguiente cita:
La clave aquí está en ser capaz de separar los gestos corporales de los innatos que no se pueden ni siquiera alterar o forzar a contener o hacer. Las señales como la dilatación de pupilas, la sudoración, el sonrojo, los movimientos de los ojos no pueden fingirse conscientemente, pero exponer las palmas de las manos para tratar de parecer sincere es algo que se puede hacer con facilidad.
A verbigracia, Pease Allan, describe esta situación:
“La exhibición de las palmas de las manos se suele con la sinceridad, pero aunque la persona que engaña enseñe las palmas de las manos y sonría mientras cuenta una mentira, serán sus MICRO-EXPRESIONES  las que acabarán delatándola”. Por ejemplo, sus pupilas se contraerían, arqueará una ceja o torcerá la comisura de la boca, señales todas que contradicen el gesto de revelar las palmas de las manos y la sonrisa sincera. El resultado es que los receptores, especialmente las mujeres, no se creerán lo que están escuchando.
 Nota: Cabe resaltar que las mujeres tienen más porcentaje de sentido captador del lenguaje no verbal, ya que es la primera en intentar revelar que quiere decir un nene recién nacido al quejarse, llorar,  y que continuamente experimenta por tener gran relación cercana con sus hijos, más, por esto no debe dejarse llevar por sus instintos.

## El polígrafo y las micro-expresiones como medio para detectar mentiras
El polígrafo o detector de mentiras es un instrumento científico de extraordinaria precisión y sensibilidad que monitorea y registra los cambios fisiológicos relacionados con la mentira: alteración de la frecuencia cardiaca, patrones en la respiración torácica y abdominal, y conductividad eléctrica o respuesta galvánica de la piel. La información registrada se transmite a un software con lectores sincronizados apreciables en la pantalla del ordenador y, mediante algoritmos matemáticos, un examinador cualificado los analiza para detectar si se ha producido engaño o no.
Desde hace algún tiempo se están utilizando cada vez más polígrafos, ya que consiste en un lector de nerviosismo que solo necesita del individuo. Para la detección de la mentira, el polígrafo se basa en la correlación de la bioquímica de las emociones con la re actividad corporal. Así, para cada estado emocional existe un espectro psicofisiológico concreto, medible e identificable. Los diferentes estados emocionales alteran las constantes orgánicas y su medición se valora mediante el polígrafo.
Es por eso que hoy su utilidad es muy común. Tanto para empresas como investigaciones, aunque no sea considerada como fuente a favor o contra en ningún caso de proceso judicial, solo como información neutra.
Por tanto, inferimos que las micro-expresiones siempre deben ser trabajadas en conjunto, analizadas desde diversos aspectos y con otra guía general que induzca al mismo hecho final, para así tener un mayor respaldo del superficial decodificamiento de expresiones faciales.

## Control de microexpresiones (artículo)
“En un estudio realizado por Hurley y M.G. Rank de la universidad de Búfalo en EUA (2011) quienes investigaron la capacidad que tenemos de controlar los músculos de la cara para ocultar una mentira.
Hay mentiras que son importantes de detectar, éstas son menos habituales, y afectan a la seguridad pública. Los individuos peligrosos mienten en contextos y situaciones arriesgadas como es el caso de las investigaciones criminales, en zonas de control de aeropuertos, lucha contra el terrorismo, y así sucesivamente (Frank et al. 2007). La detección de estas mentiras ha adquirido especial importancia desde los acontecimientos terroristas del 11 de septiembre de 2001.
Después del 11 de septiembre, una serie de programas de televisión se dedicaron a representar la lucha de las fuerzas de seguridad contra la delincuencia y el terrorismo, en todos ellos se mostraban técnicas de investigación forense, entrevistas e interrogatorios, y detección de mentiras. Aunque estos programas se permitían ciertas licencias poéticas y eran en apariencia ficticios, muchas de las técnicas descritas se basaban en estrategias y en indicadores conductuales propias de los profesionales de este ámbito. Esta información se presentaba al público de una forma tan apetecible que planteaba la posibilidad de que pudiera ser un medio de aprendizaje para individuos con malas intenciones. En el mundo de la seguridad, una persona que altera deliberadamente su conducta para engañar a un agente o personal de seguridad se dice que está utilizando contramedidas conductuales.
Las contramedidas conductuales son las estrategias que los mentirosos eligen deliberadamente para controlar el comportamiento de la cara o cuerpo y engañar así a los profesionales de la detección de mentiras. Hasta la fecha no se ha demostrado si los mentirosos pueden suprimir elementos de su expresión facial como una medida más. Este estudio examinó si los participantes podían reprimir las acciones faciales como el movimiento de las cejas o la sonrisa cuando estaban siendo sometidos a un examen realizado por un agente de seguridad. Los resultados derivados de las micro codificaciones momentáneas revelaron que las acciones faciales se pueden reducir, pero no eliminar, y que las instrucciones para suprimir un solo elemento de la expresión dio lugar a una reducción total del movimiento facial, independientemente de la veracidad.
En esta investigación se planteaba una cuestión ¿pueden los participantes suprimir deliberadamente elementos de su expresión facial, de igual manera que cuando utilizan contramedidas conductuales? Los resultados mostraron que la respuesta a esta pregunta es sí y no. Las instrucciones para suprimir voluntariamente un solo elemento de una expresión facial mostraron que efectivamente, los participantes redujeron significativamente la sonrisa, pero fueron menos efectivos en el control de la frente. Además, para la sonrisa, también se produjo una disminución significativa en la media de la intensidad de las expresiones mostradas, pero otra vez se repitió lo mismo para la frente. Sin embargo, estos hallazgos también muestran que los participantes no podían eliminar por completo estos movimientos en un periodo crítico durante un interrogatorio. Todos los participantes mostraron al menos una sonrisa en un período crítico durante el interrogatorio, a pesar de la instrucción recibida de suprimir esas sonrisas. De manera similar, casi todos los participantes mostraron al menos un movimiento de la frente a pesar otra vez de recibir instrucciones específicas de eliminar ese tipo de movimientos.
El control de los gestos faciales es menor que el que ejercemos sobre nuestro cuerpo como es el caso de los movimientos de las manos y los dedos (Caso et al. 2006). Sin embargo, a pesar de mostrar cierta habilidad en suprimir y ocultar ciertas acciones faciales, con el experimento se demostró que los participantes no eran capaces de eliminar completamente todas las acciones.
Hay que tener en cuenta estos resultados, ya que este es el primer estudio que examina contramedidas conductuales faciales, sin embargo los autores del estudio reconocen que el experimento se realizó en un contexto de laboratorio en el que las condiciones son muy diferentes a las que se encontrarían en la vida real por lo que instan a tener mucha precaución y no generalizar los resultados a escenarios del mundo real.
Aun así, y dado que en los programas de seguridad ciudadana se está destacando cada vez más la importancia del comportamiento no verbal como otro recurso para identificar a las personas con intenciones sospechosas (Frank et al. 2007), necesitamos urgentemente investigación adicional acerca de estos temas.”

## El rostro no es una ventana directa al alma
El psicólogo Paul Ekman dirigió extensas investigaciones interculturales y comprobó que una amplia gama de expresiones faciales relacionadas con emociones específicas son idénticas en culturas distintas. Las expresiones faciales fugaces son expresadas por movimientos ínfimos e inconscientes de diversos músculos faciales, y estos micro-movimientos, cuando son provocados por emociones subyacentes, escapan casi por completo al autocontrol. Partiendo de su labor conjunta con Paul Ekman, Mark Frank ha seguido profundizando en la especialidad, y ya ha identificado y aislado movimientos específicos y a veces del todo involuntarios de los 43 músculos faciales humanos ligados al miedo, la desconfianza, la aflicción y otras emociones que pueden relacionarse con el engaño. Ha desarrollado programas informáticos que automatizan los procesos de análisis de Ekman, haciendo posible identificar automáticamente cada expresión facial.

## Enfoque mercadológico
Las teorías de la microexpresión han sido utilizadas por los mercadologos en las sesiones de grupo o "Focus Group" que se realizan en las cámaras de Gessel para investigaciones de mercado. Dichas sesiones son videograbadas para analizar las expresiones de los consumidores ante un producto nuevo o modificaciones a uno ya conocido.
Dichas sesiones han develado Insights de la cultura popular, que sirven para la reformulación de los productos, conocer su nivel de aceptación y proyecciones mercadológicas.

## En la cultura popular
En la actualidad, las teorías de Paul Ekman se han puesto de moda gracias a la serie televisiva Miénteme creada por Samuel Baum, emitida en más de 30 países.
El personaje principal usa las micro-expresiones, gestos y lenguaje corporal para identificar cuando alguien miente o esconde algo.
También juegan un papel muy importante en la novela The Ambler Warning, donde el personaje central, Harrison Ambler, es un agente que las identifica con facilidad y simplesa; Similarmente en la novela de ciencia ficción de Alastair Reynolds, el personaje principal también puede identificar las micro-expresiones.